# Чурьега
Чурьега — река в Архангельской области России. Протекает по территории Каргопольского и Плесецкого районов.
Устье реки находится в 12 км по правому берегу реки Кена.
Длина реки — 106 км, площадь бассейна — 1390 км².

## Притоки
(км от устья)
- Кукуй (лв)
- 9 км: Важа (лв)
- Чёрный (лв)
- Кирежный (лв)
- 22 км: Ютьега (лв)
- 26 км: Шолтома (пр)
- Волдовинский (пр)
- Осиновский (лв)
- 42 км: Халуй (лв)
- Петручей (лв)
- Пугручей (пр)
- Толок (лв)
- 76 км: Шардуша (пр)
- Долгий (лв)
- Радовой (пр)

## Населённые пункты
Нифантовская, Погост Наволочный, Погост, Ширяиха, Низ, Гарь, Кузьминская, Степановская.

## Данные водного реестра
По данным государственного водного реестра России относится к Двинско-Печорскому бассейновому округу, водохозяйственный участок реки — река Онега, речной подбассейн отсутствует. Речной бассейн реки — Онега.
Код водного объекта в государственном водном реестре — 03010000112103000001854